# Marino Sato
Marino Sato, född 12 maj 1999 i Yokohama, är en japansk racerförare.